# Huile essentielle de citron
L’huile essentielle de citron ou essence de citron (Citrus xlimon) est un complexe aromatisant naturel. C'est la seconde plus importante production mondiale des huiles essentielles d'agrume avec 16,2 % (environ 16 000 t en 2022) après l'huile essentielle d'orange douce et celle de menthe, sachant que sa valeur moyenne est 12 fois supérieure à celle d'orange.
Ses propriétés lui valent depuis longtemps des utilisations pharmaceutiques, en parfumerie et cosmétiques, dans l'alimentation et les boissons. L'huile essentielle de citron possède des propriétés antioxydante, antibactérienne, anti-inflammatoire, et des effets phototoxiques.

## Définitions
On distingue les huiles essentielles extraites du flavedo du fruit (écorce) qui se subdivisent en huile essentielle exprimée à froid et huile essentielle distillée à chaud.
Le droit européen distingue et donne les moyennes de composition avec notamment les niveaux de furocoumarines :
- l'huile essentielle d’écorces de citron exprimée N° CAS: 84929-31-7, N° FEMA: 2625, N° CoE: 139. Furocoumarines: ≤ 0,3 %, Néral: 0,1 à 1,8 %,
- la fraction résiduelle distillée d’huile de citron exprimée N° CoE: 139, Furocoumarines: ≤ 0,8 %, Néral: 5 à 9 %,
- l'huile essentielle d’écorces de citron distillée (fraction volatile) N° CoE: 139, Furocoumarines: ≤ 0,1 mg/kg,
- l'huile essentielle de lime (C. aurantiifolia) distillée N° CoE: 141, Furocoumarines: ≤ 0,008 3 mg/kg,

des huiles essentielles de feuilles et jeunes pousses ou petit-grain de citronnier.
L'essence synthétique de citron a été mise au point au XIXe siècle, à partir de l'essence de térébenthine.
Dans l'essence de citron déterpénée (sans limonène, sans terpène) il reste le citral, le citronnellal et l’acétate de géranyle et parfois de l’acétate de linalyle. Elle est soluble en toutes proportions dans l'alcool à 90. On l'utilisait comme produit de désinfection.

## Histoire
Encyclopedia Britanica décrit l'extraction de l'essence de citron en 1767 : « Essence de citron distillée is obtained by rubbing the surface of fresh lemons (or of those which have been submitted to the action of the écuelle à piquer) on a coarse grater of tinned iron, and distilling the grated peel ». Duchesne (1797) écrivait « l'odeur de citron si douce pour nous était détestée des anciens ». En 1801, D.J. Fargeon donne dans l'Art du parfumeur un vinaigre parfumé à l'huile essentielle de citron pour la toilette « qui est fort bon » et en 1803 Grimod de La Reynière mentionne les meilleurs fabricants de sirop pour punch (« le meilleur est celui de M. Tanrade, Confiseur et Distillateur rue Rameau, il est impossible de boire rien de meilleur et de plus distingué, le parfum du citron s’y trouve tellement combiné avec celui du Rhum, qu’il en résulte une boisson délicieuse »). Justus von Liebig donne en 1840 une description chimique des essences d'aurantiacées dont celle de citron. Au XIXe siècle l'essence de citron entre dans de nombreuses formulations pharmaceutiques et médicales.
La limonade se faisait en extrayant l'huile essentielle de citron par frottement de la peau du fruit avec un morceau de sucre qui est ensuite dilué à froid dans l'eau (Hygiène alimentaire des malades, 1881), de même pour le sirop de citron.

## Composition

### Limonène, citral

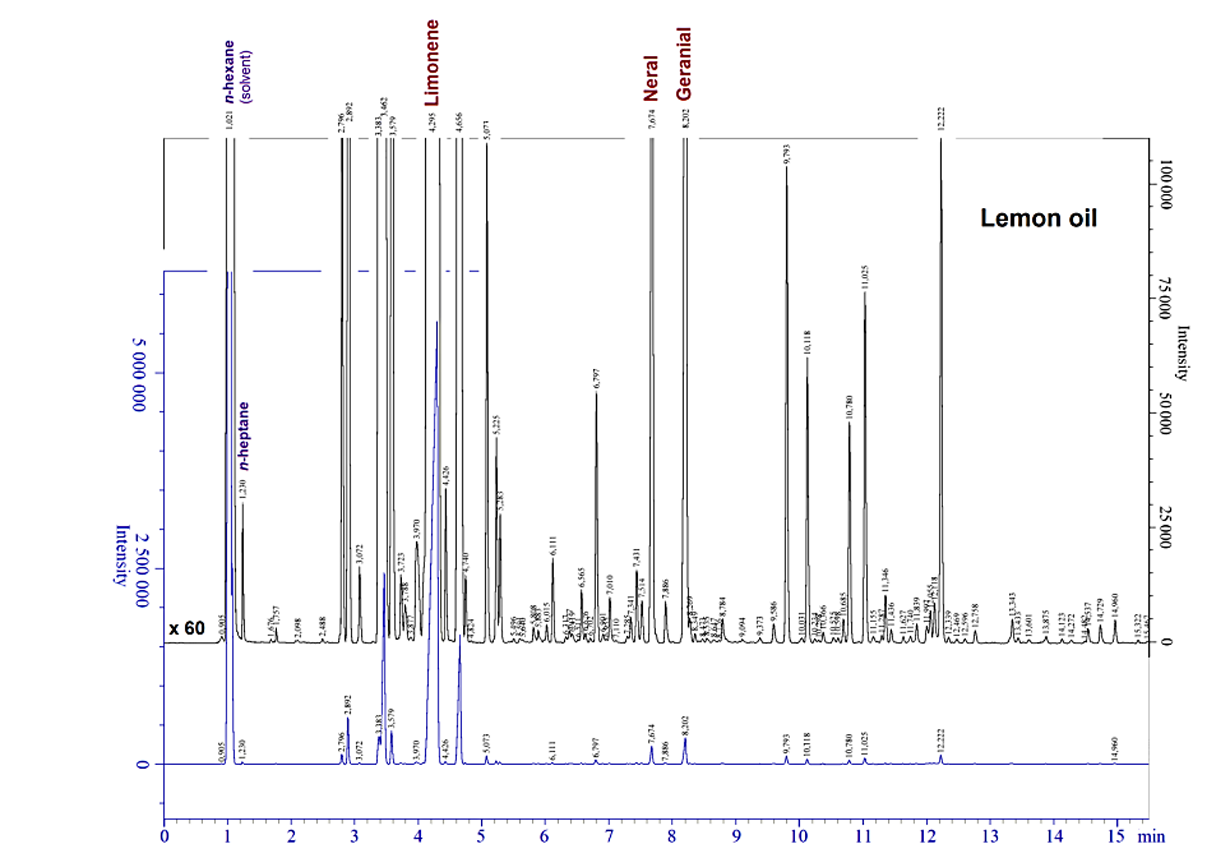
Chromatogramme de l'huile essentielle de citron avec les pics typiques néral et géranial.

Lise Kvittingen et al. (2021) ont démontré que le (S)-(−)-limonène n'est pas la prétendue source du parfum caractéristique du citron, c'est à la concentration en citral (couple néral = citral b (1,4 %) et géranial ou trans-citral (2,3 %)) 10 fois plus élevée que dans l'huile d'orange qui est reconnue à l'origine du parfum de l'huile essentielle de citron. Clémence Lilti Molinier (2021) affirme que les francophones rapprochent l'odeur de citron du citral alors que les anglophones la rapproche du limonène, faces différentes de la même note olfactive. H. Fouquet présentait que le mélange 10 g de citral et 90 g de limonène donne un parfait citron artificiel. Sawamura (2011) donnait comme composants caractéristiques de l'huile essentielle de citron: citral, terpinéol, octanal, citronellal, α- et le β-pinène, γ-terpinène, myrcène, β-bisabolène, caryophyllène et α-bergamotème.
Les hydrocarbures monoterpéniques sont les principaux composants des huiles essentielles :
1. Le (R)-( )-limonène est le plus abondant entre 45 et 76 %[18],
2. le β-pinène entre 4.6[19]  et 20 %[19],
3. le γ-terpinène entre 6 et 10 %[2],
4. suivent une centaine de composants mineurs dont:

- furocoumarines : bergaptène, psoralènes-aldéhydes : 3 %[20],
- sabinène (2,9 %), β-myrcène (4,6 %), géranial de l'ordre de 1 à 2 % ; terpinolène, néral, linalol, moins de 1 %.
- l'α-bergamotène qui présente des effets antioxydants remarquables.

Le petit-grain citronnier contient entre 65 et 70 % de d-limonène,

### Variabilité
La composition (proportions et nombre de composants) et le rendement de l'huile essentielle de citron varient en fonction du millésime, des dates de récolte (niveau de maturité), des cultivars, des provenances et des méthodes d'extraction.

#### En fonction des cultivars
Une comparaison des huiles essentielles de 24 cultivars de citron par Giulia Modica et al. (2024) a permis de comparer les compositions et sur la base d'une analyse en composantes principales de regrouper des familles de d'huile essentielle :
- Les huiles essentielles autour de Monachello et Interdonato avec une teneur élevée en limonène et en myrcène,
- le singulier Ovale di Sorrento (le citron du limoncello) avec la quantité plus élevée de β-pinène,
- un groupe à forte teneur en géranial autour de 'Fino 49' bien typé citron.Analyse discriminante linéaire des huiles essentielles de citron liée aux monoterpènes[25]

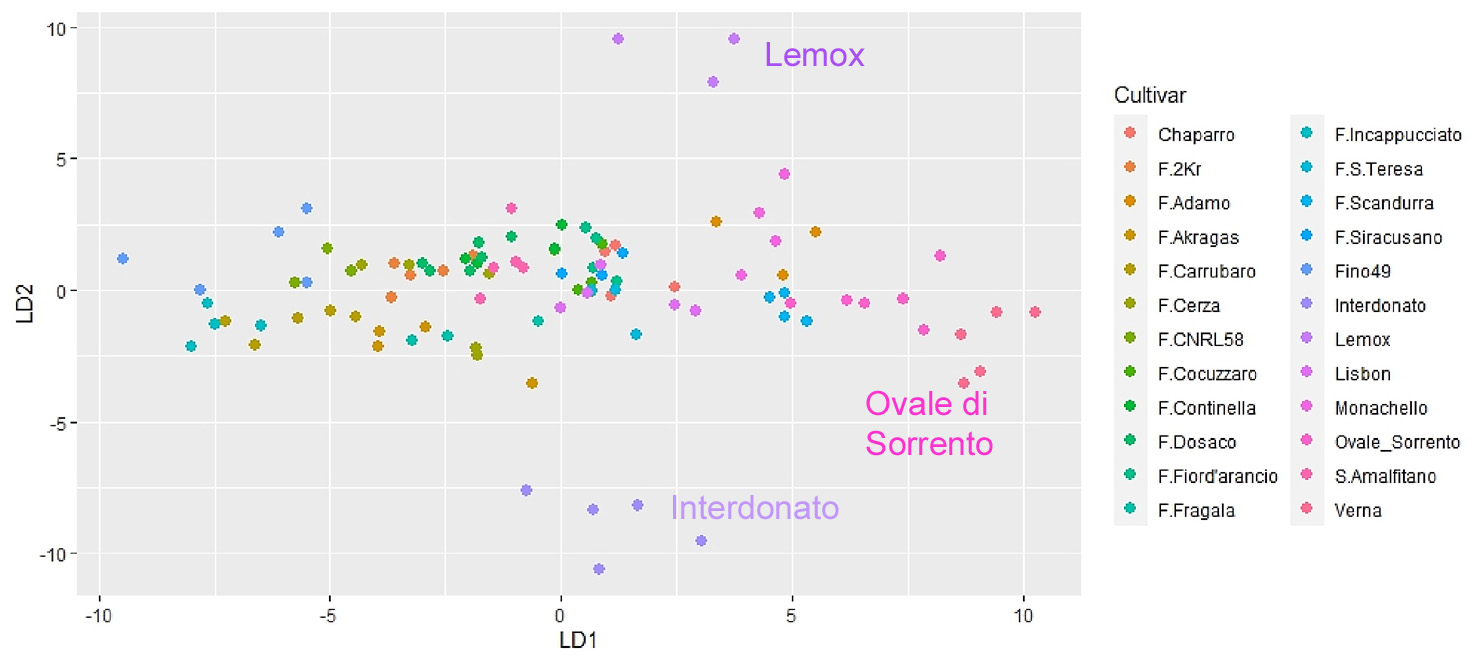
Analyse discriminante linéaire des huiles essentielles de citron liée aux monoterpènes

L'analyse discriminante linéaire montre que 'Fino 49' est fortement liés aux composés géraniens et néraux. 'Incappucciato' est apparenté à l'acétate de néryle et à l'acétate de géranyle, Interdonatto, Ovale de Sorrente et Lemox sortent manifestement de la population étudiée.

#### En fonction de la saison de récolte et de la maturité
Il existe un changement saisonnier dans la composition chimique et l'activité. L’huile essentielle de la récolte printanière était relativement plus efficace en termes de concentration minimale inhibitrice. R. Huet écrit « Les fruits qui mûrissent en juin-juillet ou verdelli proviennent de la floraison d'hiver et produisent une essence de qualité inférieure, à faible teneur en citral. Les fruits d'automne appelés bastardi mûrissent en septembre-octobre ne sont pas employés à la fabrication de l'essence. La principale récolte provient des fruits d'hiver, dits limoni. On la traitait surtout ces dernières années, pour l'extraction de l'essence ».

## Extraction
La revue Fruits (1991) donne un panorama illustré des différentes méthodes d'extraction mécaniques. Les méthodes d'extraction ont un effet sur la proportion de terpènes et de composés oxygénés des huiles essentielles de citron. L'huile essentielle hydrodistillée a des niveaux élevés d’α-terpinéol (9,1 %) et de terpinène-4-ol (4,7 %) et présente une faible capacité antioxydante de piégeage des radicaux. 

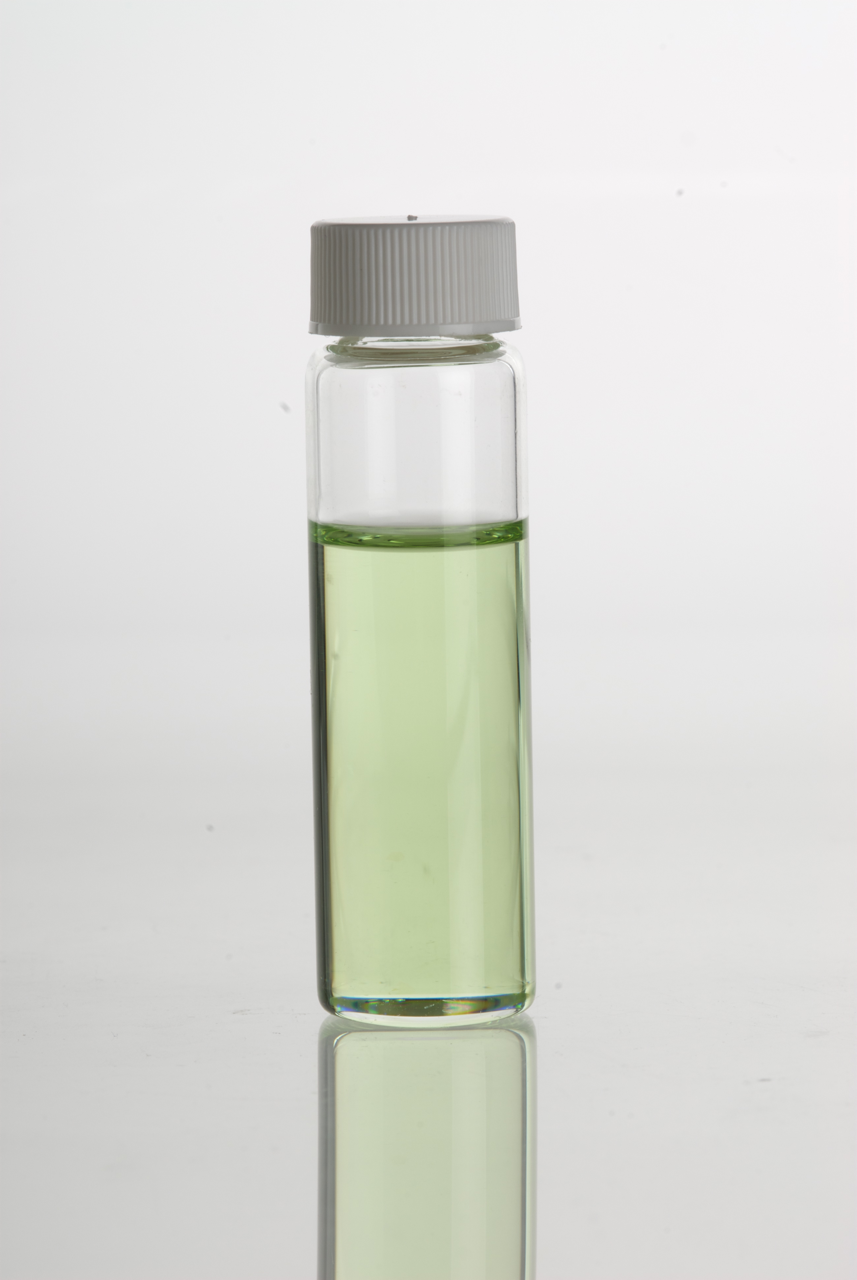
HE de citron

### Expression à froid
En 1780, l'abbé Domenico Sestini décrit le processus d'extraction de l'huile essentielle de citron au moyen d'une éponge. Cette technique manuelle consiste à séparer la pulpe de la peau à l'aide de cuillères pointues (les rastrelli) la partie externe est ensuite pressée contre une éponge placée dans un récipient en terre cuite (la concolina) et l'huile essentielle récupérée par décantation. En 1908, Perroni-Paladini développe des machines qui seront progressivement améliorées et dotée de centrifugeuses. Les techniques actuelles sont de machines pélatrices (le fruits est râpé par des tambours sous pulvérisations d'eau formant une émulsion qui est en fin de cycle centrifugée). Enfin les extracteurs simultanés d’huile et de jus broient et compriment le fruit, l'huile essentielle est séparée par gravité.

### Extraction à chaud
L'hydrodistillation (à la vapeur d'eau) est employée pour les déchet de presses à jus. Les dernières évolutions sont l'assistance micro-onde beaucoup moins énergivore et économe en eau. L'extraction assistée micro-onde réduit le niveau de furocoumarines.

### Rendement
Le rendement moyen est de l'ordre de 2 % (1,99 ± 0,19 mg % dans la publication Mohammed Roubi et al. - 2024) dans la fourcehhette de 1,54 à 2,43 %. Il faut 2 000 à 3 000 fruits pour produire 1 kg d'essence de citron.

## Utilisation
L'huile essentielle de citron a une faible solubilité dans l'eau et son instabilité biologique entravent l'application industrielle. La recherche actuelle tente de limiter l'effet de ces contraintes avec la nanoémulsion ou la micro encapsulation.

### Conservateur alimentaire
Elle est antibactérienne, contre Listeria monocytogenes avec une concentration minimale inhibitrices qui varient de 0,04 à 1,25 mg/ml pour les bactéries Gram positif et de 0,25 à 2,5 mg/ml pour les bactéries Gram négatif, contre les streptocoques et les bactéries sporulées ; l'extrait d'acétone des fruits de C. limon est active contre Enterococcus faecalis, Bacillus subtilis, Salmonella typhimurium et Shigella sonnei.

### Aromathérapie
L'huile essentielle de citron est utilisée en mélange pour les massages, spray de diffusion, dans les bains, pour les habitations dans le pot-pourri et les véhicules comme nettoyant et désodorisant. On lui associe une sensation de fraîcheur relaxante qui améliore l'humeur et qui est aussi à l'inverse décrite comme tonique, stimulante et dynamisante ce que confirme l'expérimentation sur humains avec groupe contrôle qui a montré (2017) que l'huile essentielle de citron provoque une augmentation significative de la fréquence respiratoire, la fréquence cardiaque, la saturation en oxygène, la pression artérielle.
Les activités suivantes de l'huile essentielle de citron ont été démontrées :
Les activités antioxydante et antimitotique sont les plus remarquables de l'huile essentielle de citron chez Mohammed Roubi et al. (2024).
- Antioxydante. La quantité totale de flavonoïdes dans l’huile essentielle de citron est de 11,72 ± 1,82 mg/g d’équivalent rutine[44], le test TAC (Total Antioxidant Capacity) donne la capacité antioxydante totale de 212,2 ± 1,35 µg[19]. L'activité antioxydante est confirmée chez la souris[45] par une action sur le système nerveux central, elle réduit le niveau de peroxydation lipidique et la teneur en nitrites et augmente les enzymes antioxydantes dans l'hippocampe des souris[46].
- Antimitotique elle commence à 50 µg/mL et progresse jusqu'à un maximum de 83,3 % à une concentration de 250 µg/mL[19].
- Hépatorégénératrices et hépatoprotectrice. L'huile essentielle de citron prévient les lésions hépatiques et rénales induites par l'aspirine chez le rat[47].
- Antinociceptives: inhibition dose-dépendante de la douleur inflammatoire chez la souris[45],
- Anticancéreuse[48], elle inhibe la prolifération des cellules cancéreuses in vitro,
- Antidiabétique chez le rat[37]

et on mentionne aussi le plus souvent en mélanges et sans donner de preuve expérimentale sur les humains :
- antinauséeuse[49], antidépressive, antifatigue, amincissante[50], antivirale (protègent des infections)[51], aiderait dans la désaccoutumance au tabac[52], tonique digestive[53], antifongique, litholytique[54], anticoagulant qui fluidifie la micro-circulation du sang[20].

### Médicament
Elle est donnée par Vidal en mélange avec l'huile essentielle de menthe et de thym contre la rhinopharyngite aiguë (Sinufix en gélule). Au temps du Codex Medicamentarius qui s'imposait aux pharmaciens on pouvait lire (1874) « Essence de Citron. Cette huile volatile est un des parfums les plus recherchés, et possède l'action physiologique commune des stimulants diffusibles de cette sorte de l'anis ou de la térébenthine, par exemple. L'huile essentielle se prescrit à la dose de 8 g contre le ténia. L'alcoolat de citron composé est une espèce d'eau de Cologne. L'essence entrait aussi dans plusieurs confections maintenant tombées en désuétude ».

### Parfumerie-cosmétique
L'essence de citron est un composant de base de l'eau de Cologne, R. Cerbelaud (Formulaire de parfumerie) la donne dans presque toutes ses formules d'Eau de Cologne. Elle parfume les savons, les dentifrices. En parfumerie, l'huile essentielle de citron est une note de tête fraîche et stimulante. On peut citer les spécialités Eau de Citron Noir (Hermès), Eau de Rochas Citron soleil, Limone de Sicilia de Aerin. J-C Ellena explique que pour la première fois en 1969 un liquide vaisselle nommé Joy aux États-Unis a été parfumé à l'arome de citron qui par la suite deviendra le signe olfactif des produits nettoyants. Depuis lors le citron est rarement utilisé dans les eaux de toilette.

### Aliments
Le linalol pur isolé et le citral d'huile essentielle de citron sont principalement utilisées comme arôme et conservateur antimicrobiens et antifongiques pour prolonger la durée de conservation des produits de la mer et de fromages. L’huile essentielle de citron appliquée sur des fraises maintient la qualité du fruit tout au long du stockage.
L'huile essentielle de citron entre dans la composition de nombreux sodas et boissons gazeuses. L'octanal et le limonène sont les principaux contributeurs à l'arôme citron-lime des boissons gazeuses parmi le 28 composés liés à la saveur de citron détectés lors de analyses nonanal, décanal, linalol, 1,8-cinéole et acétate de géranyle interviennent à titre secondaire.
La liqueur Parfait Amour a pour formule chez Pierre Lacam, 26 gouttes d’essence de girofle, 12 gouttes d’essence de macis, 4 g essence de citron on trouve aussi au cédrat, girofle, coriandre...

### Toxicité
La toxicité identifiée est la photosensibilisation : en cas d'application cutanée, l'exposition au soleil doit être évitée. Elle est dermo-agressive, en raison du limonène qu'elle contient. Elle est également toxique pour les organismes aquatiques.

## Aspects juridiques
En droit européen le règlement d'exécution 2023/200 CE du 30 janvier 2023 stipule « L’huile essentielle de citron (huile essentielle de Citrus limon) n’est pas approuvée en tant que substance de base » après la consultation de l'EFSA en vue de l'approbation de l'huile essentielle de citron destinée à être utilisée en protection des plantes comme acaricide, insecticide et fongicide dans les arbres fruitiers. On lit dans les considérants : « En ce qui concerne la santé humaine, l’Autorité a conclu que le principal danger associé à l’huile essentielle de citron est sa toxicité par inhalation et ses propriétés de sensibilisation cutanée ». Le composant principal de l’huile essentielle de citron, le d-limonène, est classé comme une substance qui peut être mortelle en cas d’ingestion et lorsqu’elle pénètre dans les voies respiratoires, comme irritant cutané et comme substance pouvant provoquer une allergie cutanée. En ce qui concerne l’effet de l’huile essentielle de citron sur l’environnement, l’Autorité a noté que l’elle est toxique pour les organismes aquatiques. Le d-limonène est classé comme très toxique pour les organismes aquatiques».

### Alimentation animale
Le règlement d'exécution 2022/1490 CE du 1er mars 2022 autorise les huiles essentielles de citron et de lime en tant qu’additifs pour l’alimentation des animaux (rectificatif de janvier 2024).

### Denrées alimentaires
En Suisse, l'Ordonnance du DFI sur les denrées alimentaires d’origine végétale, les champignons et le sel comestible (ODAlOV) fixe les niveaux d'huile essentielle de citron dans diverses préparations alimentaires (vinaigres, sauces, sorbet) avec obligation d'indiquer « à l’arôme de citron ».

### Auto-régulation
En vue de réduire les risques de phototoxicités de l'huile essentielle de citron pressée à froid le Code of Practice de l'International Fragrance Association (IFRA-48e amendement 8008-56-8) régule l'utilisation dans les compositions parfumantes et le plafond de certains de ses composants (2020) : Citral, ≤3 % et Géraniol, ≤0,2 %.

## Aspects économiques
En 2020, l'huile essentielle de citron est la 3e huile essentielle produite mondialement (9 735 t estimé) loin derrière l'orange douce 490 000 t/an, la menthe Arvensis 42 000 t et devant l'Eucalyptus (globulus) 4 000 t. Les principaux producteurs (productions moyennes 2017-2020) sont l'Argentine province de Tucumán (6 650 t), l'Espagne (995 t), les États-Unis (590 t), l'Afrique du Sud (485 t), l'Italie (385 t).
Les principales sources de données sur l'huile essentielle de citron sont l'IFEAT (International Federation of Essential Oils and Aroma Trades) et AILIMPO (Asociación Interprofesional de Limón y Pomelo) en Espagne.
L'essence de citron argentine entre dans la composition du Coca-Cola (qui serait un des plus gros acheteurs au monde) et des sodas.

## Pages connexes
- Ne pas confondre les huiles essentielles de citron avec l'huile de pépins de citron.
- Huile essentielle d'orange douce, huile essentielle de bergamote, huile essentielle de yuzu